# Walter Kogler
Walter Kogler (* 12. Dezember 1967 in Wolfsberg) ist ein österreichischer Fußballtrainer und ehemaliger -spieler.

## Spielerkarriere

### Im Verein
Kogler begann seine Karriere beim Wolfsberger AC. Sein erster Profiklub war der SK Sturm Graz, dort blieb er bis 1992. Die nächste Station war FK Austria Wien, wo er zum Nationalspieler reifte. 1996 wechselte er zum SV Austria Salzburg und wurde österreichischer Meister. Nach der Meistersaison ging er 1998 für ein Jahr nach Frankreich zum AS Cannes. Nach Österreich zurückgekehrt, nahm ihn der LASK Linz unter Vertrag. 1999 wechselte er zu FC Tirol Innsbruck, wo er erneut österreichischer Meister wurde. Zwischen 2002 und 2004 ließ er seine Karriere beim FC Kärnten ausklingen.
Er wurde 5 Mal österreichischer Meister (1× Austria Wien; 1× Salzburg; 3× FC Tirol); 1× Cupsieger; 3× Supercupsieger. In seinen 17 Profijahren spielte er 495 Mal in der österreichischen Bundesliga.

### Nationalmannschaft
Kogler feierte sein Debüt am 4. September 1991 in einem Freundschaftsspiel in Porto gegen Portugal, bei dem er mit seinem Ausgleichstreffer zum 1:1-Endstand (70. Min.) auch sein einziges Länderspieltor erzielen sollte. Insgesamt spielte er bis fast exakt auf den Tag in zehn Jahren (u. zw. am 5. September 2001 beim 2:0-Heimsieg gegen Bosnien-Herzegowina im Wiener Happel-Stadion) 28 Mal im österreichischen Nationalteam. Er war auch bei der WM 1998 in Frankreich für Österreich dabei, wurde aber nicht eingesetzt.

## Trainerkarriere
Nach seiner aktiven Karriere übernahm er die sportliche Leitung der Nachwuchsakademie vom FC Kärnten, er war Trainer beim Regionalligaverein SK St. Andrä. Ab 2006 war Kogler offizieller EURO-Botschafter 2008 des ÖFB für den Standort Klagenfurt, außerdem organisiert er Kinder-Fußballcamps.
Vom 21. Dezember 2007 bis zum 13. Mai 2008 war er Cheftrainer vom DSV Leoben, wechselte aber trotz des Klassenerhaltes der Leobner in der Ersten Liga zum Ligakonkurrenten FC Wacker Innsbruck. Mit den Innsbruckern wurde Kogler in der Saison 2009/10 mit zwei Punkten Vorsprung auf den FC Admira Wacker Mödling Meister der zweitklassigen österreichischen Ersten Liga und stieg somit mit dem Team in die Bundesliga auf. Dort gelang es im in den Saisonen 2010/11 und 2011/12, den Verein aus dem Abstiegskampf herauszuhalten. Die Innsbrucker belegten den sechsten bzw. siebten Platz. Durch diese Erfolge machte Kogler auf sich aufmerksam und wurde seit dem Frühjahr 2012 mit den Vereinen Red Bull Salzburg und Austria Wien in Verbindung gebracht. Nach einem katastrophalen Start in die Saison 2012/13 – nach elf Spieltagen belegte Wacker Innsbruck mit drei Punkten (ein Sieg und 10 Niederlagen) den letzten Platz – wurde Walter Kogler am 10. Oktober 2012 vom Verein entlassen.
Nachdem Kogler zwischenzeitlich als Experte beim Pay-TV-Sender Sky gearbeitet hatte, übernahm er zur Saison 2013/14 den deutschen Drittligisten FC Rot-Weiß Erfurt. Die Mannschaft landete unter ihm mit Rang 10 auf einem guten Mittelfeldplatz. Nachdem die Mannschaft zuletzt viermal in Folge verloren hatte, wurde Kogler am 23. März 2015 freigestellt.
Am 26. Juni 2015 wurde bekannt, dass der Österreicher seine Trainerkarriere beendet (bzw. unterbricht). Er ging in die Privatwirtschaft und übernahm zum 1. Juli 2015 die Geschäftsführung der »Merkur Recreation«, einer Tochterfirma der »Merkur Versicherung«. Bis August 2023 war Kogler wieder als Sky-Experte regelmäßig im Einsatz. Mit 1. August 2023 übernahm er die Leitung der Akademie des Wolfsberger AC.

### Erfolge als Trainer
- 1× Vizemeister der zweitklassigen österreichischen Ersten Liga: 2008/09
- 1× Meister der zweitklassigen österreichischen Ersten Liga: 2009/10
- 6. Platz in der erstklassigen Fußball-Bundesliga (Österreich): 2010/11
- 7. Platz in der erstklassigen Fußball-Bundesliga (Österreich): 2011/12
- 10. Platz in der drittklassigen deutschen 3. Liga: 2013/14

## Persönliches
Sein Sohn Alexander (* 1998) ist ebenfalls Fußballspieler.